# Colossal (Weblog)
Colossal ist ein für den Webby Award nominiertes Kunst-Blog. Es wurde im August 2010 von Christopher Jobson gegründet. Die Seite berichtet über Themen in Kunst, Design und Photographie, aber auch die visuellen Aspekte wissenschaftlicher Arbeit finden Berücksichtigung.
Das National Endowment for the Arts empfahl die Seite ebenso wie der amerikanische Blogger Jason Kottke und Art:21.
Der amerikanische Schauspieler Neil Patrick Harris bezeichnete die Seite als „künstlerisch, smart, und inspirierend“ und die Veröffentlichung wurde vom TED Blog als eine der „100 Websites You Should Know and Use“ im Jahr 2013 ausgewählt.